# George Cassedy
George Cassedy (* 16. September 1783 in Hackensack, New Jersey; † 31. Dezember 1842 ebenda) war ein US-amerikanischer Politiker. Zwischen 1821 und 1827 vertrat er den Bundesstaat New Jersey im US-Repräsentantenhaus.

## Werdegang
George Cassedy besuchte die öffentlichen Schulen seiner Heimat. Nach einem anschließenden Jurastudium und seiner 1809 erfolgten Zulassung als Rechtsanwalt begann er in Hackensack in diesem Beruf zu arbeiten. Im Jahr 1805 war er auch Posthalter in dieser Stadt. Politisch war Cassedy Mitglied der Demokratisch-Republikanischen Partei. In den 1820er Jahren schloss er sich der Bewegung um den späteren Präsidenten Andrew Jackson an.
Bei den Kongresswahlen des Jahres 1820 wurde Cassedy für den ersten Sitz von New Jersey in das US-Repräsentantenhaus in Washington, D.C. gewählt, wo er am 4. März 1821 die Nachfolge von Charles Kinsey antrat. Nach zwei Wiederwahlen konnte er bis zum 3. März 1827 drei Legislaturperioden im Kongress absolvieren. Diese waren von heftigen Diskussionen zwischen Anhängern und Gegnern von Andrew Jackson geprägt. Nach dem Ende seiner Zeit im US-Repräsentantenhaus zog sich George Cassedy wieder aus der Politik zurück. Er starb am 31. Dezember 1842 in seinem Heimatort Hackensack.